# Soldier of Fortune
Soldier of Fortune és el tretzè àlbum d'estudi del grup de música heavy metal japonès Loudness, i el primer amb el cantant americà Mike Vescera. Conté deu cançons. Aquest àlbum, juntament amb On the Prowl, es considera els millors treballs del guitarrista Akira Takasaki.

## Cançons
1. «Soldier of Fortune» (3:55)
2. «You Shook Me» (4:42)
3. «Danger of Love» (5:02)
4. «Twenty-Five Days» (4:22)[3]
5. «Red Light Shooter» (4:50)
6. «Running for Cover» (4:21)
7. «Lost Without Your Love» (4:56)
8. «Faces in the Fire» (4:08)
9. «Long After Midnight» (4:38)
10. «Demon Disease» (4:34)